# Sara Leemans
Sara Sonja Leemans (Hasselt, 6 agosto 1988) è un'ex cestista belga.
Alta 178 cm, giocava come ala.

## Carriera
Nel 2007 è stata convocata per gli Europei in Italia con la maglia del Belgio.

## Palmarès
- Medaglia di bronzo al FIBA 3X3 World Championship 2014